# الجمعية الإنسانية البريطانية
الرابطة البريطانية الإنسانية (بالإنجليزية: British Humanist Association أو BHA)‏ هي منظمة تأسست في عام 1896 في المملكة المتحدة لتعزيز الإنسانية ملتزمة بالعلمانية وحقوق الإنسان والديمقراطية والمساوة والاحترام المتبادل. تعمل من أجل حرية شاملة ومفتوحة للعقيدة والتعبير.
الرابطة البريطانية الإنسانية عضوة في الاتحاد الدولي للدراسات الإنسانية والأخلاقية وتتخذ من الإنسان السعيد شعارا لها.

## وصلات خارجية
- موقع الرابطة البريطانية الإنسانية